# Eboraphyllus middletoni
Eboraphyllus middletoni är en skalbaggsart som beskrevs av Mckeown 1945. Eboraphyllus middletoni ingår i släktet Eboraphyllus och familjen långhorningar. Inga underarter finns listade i Catalogue of Life.